# 郗照明
郗照明，中华人民共和国政治人物、外交官。
1983年，接替温宁，担任中华人民共和国驻阿尔巴尼亚大使。1986年，由范承祚接任。